# Stansted Express
A Stansted Express egy közvetlen vasúti csatlakozás London Liverpool Street-től a London Stansted Repülőtérig, 7 állomással, ezek:
- Stansted Mountfitchet
- Bishop's Stortford
- Harlow Town
- Cheshunt
- Tottenham Hale
- Lea Bridge
- Stratford

Az expressz szerelvényeit a Bombardier építette, Hitachi meghajtással.